# خورخي باريتو كزافييه
خورخي باريتو كزافييه هو كاتب ومحامي وسياسي برتغالي، ولد في 6 نوفمبر 1965 في غوا في الهند. نشط حزبياً في الحزب الديمقراطي الاجتماعي. وقد انتخب وزير الثقافة.